# Dinamo Douchanbé
Maillots
Le Futbolny Klub Dinamo Douchanbé (en tadjik : Футбольный клуб Динамо Душанбе), plus couramment abrégé en Dinamo Douchanbé, est un club tadjik de football fondé en 1937 et basé à Douchanbé, la capitale du pays.

## Histoire
Fondé à Douchanbé en 1937, le club est l'un des plus anciennes formations sportives de la région du Tadjikistan. Il remporte son premier titre la même année, en gagnant le championnat tadjik, qui est durant la période soviétique un championnat régional. Le Dinamo est sacré à sept reprises au niveau national, entre 1937 et 1958.
Il remporte également douze fois la Coupe du Tadjikistan entre 1937 et 1971.
Il fait une courte apparition au plus niveau après l'indépendance du Tadjikistan, lors de la saison 1996 et parvient à être sacré champion, devant le Sitora Douchanbé, double tenant du titre. Ce nouveau trophée lui permet de faire ses premiers pas internationaux, en participant à la Coupe d'Asie des clubs champions.
En 2007, le club fusionne avec la formation du Oriyono Douchanbe tout en conservant son nom originel. Il dispute sa dernière saison en première division en 2008, avant de repartir dans les divisions inférieures.

## Palmarès
| Compétitions nationales                               | Compétitions soviétiques |
| ----------------------------------------------------- | --- |
| - Championnat du Tadjikistan (1) : - Champion : 1996. | - Championnat de la RSS du Tadjikistan : - Champion : 1937, 1949, 1950, 1951, 1953, 1955 et 1958. - Coupe de la RSS du Tadjikistan : - Vainqueur : 1938, 1939, 1940, 1941, 1946, 1949, 1950, 1952, 1953, 1955, 1959 et 1971. |